# سيزار ألفارادو
سيزار ألفارادو (بالإنجليزية: Cesar Alvarado)‏ هو لاعب كرة قدم أمريكي، ولد في 18 ديسمبر 1978 في مدينة مكسيكو في المكسيك. لعب مع تامبا باي موتيني.

## وصلات خارجية
- سيزار ألفارادو على موقع الدوري الأمريكي (الإنجليزية)
- سيزار ألفارادو على موقع قاعدة بيانات كرة القدم.إي يو (الإنجليزية)
- سيزار ألفارادو على موقع قاعدة بيانات كرة القدم.إي يو (الإنجليزية)